# Oenoptera purpurea
Oenoptera purpurea là một loài bướm đêm trong họ Noctuidae.